# Шон Майкълс
Майкъл Шон Хикенботъм (на немски: Shawn Michaels) е американски професионален кечист, по-добре познат на ринга, като „Сърцеразбивача“ Шон Майкълс. Неговата кариера прекъсва през 1998 г., но той се завръща на ринга 4 години по-късно, през 2002 г. В едно от изданията на „Първична сила“ през април 2010 г. Шон залага кариерата си срещу непрекъснатата дотогава от никого серия от победи на „Кечмания“ на Гробаря, на Кеч Мания 26. Шон губи мача и официално се пенсионира от WWE.

## Биогарфия

### Ранна Кариера
Роден е в Чандлър, Аризона, прекарва ранните си години в Рединг, Англия, Шон Хикенботъм и израства в Сан Антонио, Тексас. В Сан Антонио баща му работи във „Въздушните сили на Рандолф“.

### AWA и WWF (1984 – 1988)
Трениран от мексикански професионални кечисти и по-късно от Хозе Лотарио, Майкълс дебютира през 1984 в „Средноюжната Кеч Федерация“ и по-късно за „Тексаската Кеч Федерация“. Там Майкълс и Пол Диамънд са възнаградени с Отборната титла на „Тексаската Федерация“, от Чаво Гереро-старши.
Също се състезава и за „Централно Щатската Федерация“. Там той и съотборникът му Марти Джанети пубеждават отбора на Дебелите Близнаци за отборните титли на „Централно Щатската Федерация“, по-късно я губят от Близнаците. Майкълс прави и появяване в Далас, Тексас, в „WCCW“ през 1985 г.

### World Wrestling Federation/Entertainment

#### Рокерите (1988 – 1991)
Майкълс прави своя истински дебют през 1986 г. в AWA, като отново е в партньорство с Марти Джанети. Тогава отборът им се казва „Среднощните рокери“ и печели AWA световната отборна титла два пъти, срещу Бъди Роуз и Доуг Сомърс.
С нахълтването на таланти в AWA през 1987 г., на Рокерите е направено предложение за участие в WWF. Въпреки това, 2 седмици по-късно те бяха уволнени за това, че „купонясвали яко“ (според скорошната автобиография на Майкълс това е недоразумение).
Те се завръщат в AWA, но биват отново преместени в WWF, след година. Директорът на WWF Винс Макмеън жадува да има изпълненията на Шон Майкълс в неговата федерация. Името на отбора вече е само „Рокерите“, заради авторските права на AWA.
Енергичният отбор става много популярен, и феновете пощуряват по техничните им изпълнения. Отборът набира инерция, като се появява по почти всички PPV-турнири на федерацията в продължение на две години. Въпреки това не получава мач за Отборната титла.
Техният шанс идва през октомври 1990 г. Рокерите печелят Отборната титла на WWF, от Фондацията Харт. Джим Нейдхарт, едната половина от Фондацията, през това време е в процес на уволняване от федерацията, и така Рокерите се явяват като виновници за напускането му. Мачовете на Рокерите продължават с перфектни победи, докато Джим не се завръща, и коланите отново са в Брет и Джим.

#### Сърцеразбивача
Двамата са заедно до раздялата им на 2 декември 1991 г., по време на инцидент в шоуто. Майкълс рита Джанети и го хвърля през стъклена витрина. Марти напуска WWF, а Майкълс е с прякора „The Boy Toy“, по-късно променен на Сърцеразбивача (The Heartbreak Kid). Негов мениджър става сензациозната Шери, с която изгражда имиджа си, подкрепен с първата версия на песента му „Sexy Boy“. 
Майкълс губи Интерконтиненталната титла от Брет Харт, през юли 1992 г., като губи първия мач със стълби в света! Майкълс не се отказва и печели Интерконтиненталната титла от „Британския Булдог“. Това се случва на 27 октомври 1992. По-късно губи мач с Брет Харт, за титлата на федерацията, на турнира Оцеляване 1992 г.
Шон и Шери се разделят, и Марти Джанети за бързо се появява отново, за серия от запомнящи се мачове. След подъл номер от Татанка през 1993 г., Майкълс губи Интерконтинентална титла от Джанети, в запомнящо се издание на Първична сила през 17 май 1993 г. На 6 юни, обаче си я връща, с помощта на дебютиращия му „бодигард“ Дизел.
След като за кратко се появява в WCW, Шон се завръща в WWF и прави няколко появявания в WWF/USWA. Той си идва навреме за турнира „Оцеляване“ през 1993 г.
Кулминацията на враждата между Шон, Брет Харт и Разор Рамон е в мач със стълби на Кечмания 10. Майкълс губи мача, но той става №1 мач на годината. Разор запазва титлата си.

#### Отбор и вражда с Дизел
На 28 август 1994 г., Сърцеразбивача и Дизел грабват отборните титли на федерацията от отбора на Топящите глави. Докато са шампиони, Дизел и Шон използват завършващия удар на Топящите глави. Майкълс се покатерва на раменете на Дизел, и цамбурва върху опонентите. На следващия ден, на Summerslam, Дизел губи Интерконтиненталната титла от Разор Рамон, поради причината че Шон без да иска прави Музика под брадичката на Дизел.
Тогава те се скарват и разпадането на отбора им е на турнира Оцеляване 1994. Три дни след това Дизел е на върха, като печели мач за титлата на федерацията, състоящ се от шестима души.
Шон Майкълс печели Кралското Меле, и участва в мач за титлата срещу Дизел на КечМания 11. Майкълс излиза с нов бодигард, Психаря Сид. Губи мача и бива нападнат от Сид следващата вечер.
Докато Сид отправя предизвикателства за златото към Дизел, Шон си взима кратка почивка. Завръща се на ринга като фейс, през юни и печели третата си интерконтинентална титла от Джеф Джарет. Това води до мач на Летния тръшване 1995, в който Майкълс защитава титлата си отново срещу Рамон. Печели мача успешно.
През това време, той става и лидер на групата позната като „Кликовете“. Другите представители на групичката са Дизел, Разор Рамон, Трите Хикса и Екс Пак.
През октомври 1995 г., Шон е нападнат от няколко мъже. Малко след това трябва да защитава Интерконтиненталната титла на PPV шоу срещу Дийн Дъглас, като я губи. По-късно Дъглас я губи отново от Разор Рамон.
Следващия месец, по време на мач срещу Оуен Харт и Майкълс, HBK получава Ритника Енцугири в главата.

#### Шампион на WWF
Печели първата си WWF титла на Кечмания XII през март 1996 г., където тушира Брет Харт в техния едночасов мач „Железен Човек“. Царуването на Шон с титлата на Федерацията свършва на същата година, на турнира Survivor Series през ноември, когато я губи от Sycho Sid, бившия му бодигард в Медисън Скуеър Гардън в мач „Лице в Лице“. Докато WCW набираше сила поради отписването на приятелите на Майкълс, Скот Хол и Кевин Неш, той продължи да се подвизава като шампион по – голямата част от годината, като значително надмина Манкид, Вейдър и Британския Булдог в битките „плати за да гледаш“. Връща си титлата от Sid през януари 1997 г. на „Кралското меле“ в родния му град Сан Антонио.

#### Вражда с Брет Харт
Майкълс предизвика Брет Харт на КечМания XII в мач със заложена титла, където печели първата си титла на федерацията. По време на мача Харт хванал дясното коляно на Майкълс и го усукал. Тогава коляното на Сърцеразбивача се наранило зле и докторите му казали да се оттегли от кеча за известно време. След операцията на коляното извършена от д-р Джеймс Андрюс, Шон се завръща няколко месеца по-късно и се съюзява с Ледения Стив Остин, като печелят титлата WWF Tag Team Champions. На Лятно тръшване 1997 Майкълс беше рефер на мача между Брет Харт и шампиона на WWF, Гробаря.

#### Дегенерация Х
Дегенерация Х успешно се оформя малко по-късно от средата на 1997 г. Истинските приятели Шон Майкълс и Ловеца на сърца Хелмсли (продължаващ да бъде по-добре познат като Трите Хикса) са първите създатели, по-късно допълнени с техния бодигард Чайна, и тяхната застрахователна политика Рик Рууд. От 13 октомври 1997 г., групичката заформя името Дегенерация Х (D-Generation X) и за пръв път дебютира техният лозунг „Духай го!“.
През 28 март 1998 г., на КечМания XIV, Шон Майкълс е WWF шампион, едновременно с това Трите Хикса е Европейски шампион. Те имат новобранеца в кеча Майк Тайсън като специален участник в главния мач на вечерта, Шон Майкълс срещу Ледения Стив Остин. На края на мача Тайсън се включва към DX. Майкълс има проблем и е принуден да напусна групичката, на която е лидер. На следващото издание на RAW IS WAR, Трите Хикса се провъзгласява за новия лидер. Той обявява завръщането на X-Pac, за да реформира D-Generation X на D–X Армия. Членовете са X-Pack, Трите Хикса, Чайна, Били Гън и Уличния войн. По-късно името се връща обратно.

#### Член на комисия
Майкълс се завърща в Световната кеч федерация на 23 ноември 1998 г., но не като кечист, а вместо това като член на комисията на федерацията.
На 26 август 1999 г. в епизод на SmackDown!, по време на мач, Скалата срещу Трите Хикса, Шон помогна на партньора си в спечелването на WWF титлата. На 21 май 2000 г. Майкълс беше избран за специален рефер на мача „Железен човек“, в който участват Скалата срещу Трите Хикса. Продължителното отсъствие на Сърцеразбивача, се дължеше на отворената от него кеч академия, през 2001 г., която присъединява към WWF.

#### Завръщане в Първична сила (2002 – 2005)
През 2002, се завръща като кечист в Първична сила, а от юли, в издание на RAW, седмица след разрушаването на nWo, Трите Хикса подава на Шон тениска на DX, и казва че има идея двамата да завърнат групата. Същата вечер Хънтър излиза с музиката на Дегенарация Х, и започва да убеждава Шон Майкълс да се завърна. Накрая обаче Играта забожда едно Педигрии на Сърцеразбивача, като слага края на ерата на DX. За всеобща изненада Майкълс предизвиква Трите Хикса на мач, на платеното шоу SummerSlam 2002. Играта естествено приема. Шон обаче печели мача.
На турнира Оцеляване 2002, Майкълс печели Световната титла от Трите Хикса, в първия по рода си мач „Стаята на елиминациите“. В него също взимат участие Роб Ван Дам, Кейн, Крис Джерико и Букър Ти. Месец по-късно, Шон губи титлата отново от Хиксовете.
На 13 януари, на турнира „Кралско меле“, Джерико изхвърля Майкълс. По-късно и двамата кечисти отиват на КечМания 19. Сърцеразбивача печели мача. По-късно на Непростимо и Оцеляване, Ренди Ортън побеждава HBK.
След това, на „Кралското меле 2004“, Шон има мач отново срещу шампиона Трите Хикса. Мача завършва с равенство. След това Майкълс взема участие в главния мач на КечМания 20, в мач срещу Трите Хикса и Крис Беноа, за световната титла. По-късно, през 2004-а, Шон се среща с Хиксовете в мач „Адската клетка“, но той губи. След това губи и мач за световната титла отново срещу Трите Хикса. Това се случва на Забранения Вторник 2004. От това феновете гласуват следващите шансове за титлата да не са негови, а на Острието и Крис Беноа. От тези събития, Шон е извън екшъна. Завръща се през януари 2005 г., където е специален рефер на Новогодишна Революция 2005.
На „Кралското меле 2005“, Майкълс елиминира Кърт Енгъл. Енгъл си го връща като вече елиминиран, помага за изхвърлянето на Убиеца на шоута. В резултат на това, Майкълс отправя предизвикателство на Енгъл за мач на КечМания 21. Кърт приема. На 3 април 2005, Шон губи, като се предава от „Усуканият глезен“.
На Следващия Понеделник, се получава вражда между Шон и отбора на Мухамед Хасан и Дайвари. Шон получава мач срещу тях. Бишоф му казва да си намери съотборник. Иконата прави точния избор, като избира Хълк Хоган. На Ответен удар 2005, Хълк и Шон пубеждават, със записан туш над Дайвари.
На 4 юли 2005, Шон и Хълк имат отборен мач срещу Кърт Енгъл и тогавашния интерконтинентален шампион Карлито. Шон обаче предава съотборника си, като го удря с „Музика под брадичката“. Следващата седмица, „Убиеца на шоута“ се появява в шоуто на Роди Пайпър, като Роди получава супер ритника на Майкълс. Същата вечер Шон отправя предизвикателство на Хълк Хоган за SummerSlam 2005. Шон губи мача си.
На WWE Завръщане у дома, Кърт Енгъл и Шон Майкълс играят 30-минутен мач Железен Човек (това беше едно от първите шоута излъчени по GTV). Резултатът от мача беше 2 на 2, и той завърши с равенство.
На Забранения Вторник 2005, Шон Майкълс, Кърт Енгъл и Джон Сина играят мач за титлата на федерацията. Сина печели и опазва титлата си. След това Шон става капитан на отбора на Първична сила, за турнира Оцеляване 2005. Там Шон показва на какво е способен и елиминира двама от отбора на Разбиване. Първо той се разправя с Рей Мистерио, който получава Музика под брадичката във въздуха. Музика получава и ДжейБиЕл, като също бива елиминиран от Сърцеразбивача. Майкълс се опитва да надвие и Ренди Ортън, но получава RKO, и Ренди печели Оцеляване.
На 5 декември същата година в издание на Първична сила, Шон играе мач срещу Грамадата, за да определяне на момента на влизане в Стаята на елиминацията на Новогодишна Революция 2005.
На поредното издание на Първична сила, Винс и Шон се скарват. Това води до силна вражда между тях. Г-н МакМеън иска от Шон да целуне задника му. Шон не се съгласява и бива принуден, като е пребит. В следващите PPV на Първична сила, Шон Майкълс взима чести участия с мачове срещу МакМеън и Духовния Отряд (Дикстра, Джетър, Мичел, Зиглер, Бренди).

#### Завръщане на DX
През 2006 г., в серия от събития случили се след КечМания 22, дават шанс на зрителите за мечта за завръщане на стария отбор D-Generation X.
На 12 юни, в издание на RAW, мълвата най-накрая се оказва истина. Докато Духовния Отряд размазват Играта в мач Пет срещу Един (5 vs 1), Шон Майкълс излиза на ринга, за да защити стария си приятел. След като дуото разбива Духовния Отряд, DX зе завръща. За сайта на федерацията те дават изявление към Винс Макмеън, което е просто и ясно. Тяхната фраза „Духай го!“. Макмеън се ядосва и поставя двамата членове на DX в мач срещу Духовния Отряд на турнира Vengeance. Победителя е явен още преди началото на мача. След победата си, Degeneration X се заяждат със Джонатан Коачман, Духовния Отряд, Винс Макмеън, и всеки който им се изправи на пътя.
На последния турнир за 2009 WWE TLC, заедно с HBK побеждават Грамадата и Джерико в мач за безспорните отборни титли и за пръв път в историята на DX стават шампиони по двойки.
Откакто Трите Хикса се завръща от контузията си през 2007 г., той и Майкълс се съюзяват от време на време. Трите Х обръща внимание на индивидуалната си кариера, а Шон се бори с финансовата криза като служител на кръвния си враг JBL, с които имат мач на No Way Out през 2009 Майкълс печели и се оттегля от кеча, същото след мача прави и JBL.
През същата година, след един от многото мачове през дългата им вражда с Ренди Ортън и Наследниците Краля на кралете намеква за завръщането на DX, като казва „Ако не ви харесва имаме две думи за вас!“, полудялата публика в един глас отговаря „Духайте го!“. Следва телефонен разговор с отказалия се HBK, Играта го моли да се върне и да му помогне, тогава Сърцеразбивача отказва, следват още разговори без успех до момента в който Трите Хикса не отива в сградата в която Шон работи като готвач, там той го убеждава и още следващата седмица в Първична сила стават свидетели на една позната картинка. DX отново са заедно по добри дори от началото на кариерите им. Набързо си оправят сметките с Наследниците като ги унижават няколко пъти, а на Hell in a Cell ги побеждават по невероятен начин след като почти цялото време Шон е затворен сам в клетката. Следва вражда с безспорните отборни шампиони, Грамадата и Джерико. На TLC Дегенерацията Х ги побеждават в мач с маси, столове и стълби, като по-този начин за пръв път заедно стават шампиони по двойки. Около три месеца по-късно губят титлите от новосформирания отбор на Грамадата и Миз, а в реванша не успяват да си ги върнат, заради намеса на Гробаря.

#### Оттегляне (2011)
В предпоследния си мач, в Първична Сила, Шон Майкълс пубеждава Червената машина, въпреки че отнася задушаващо тръшване от Гробаря. За да си отмъсти, в Разбиване напада Гробаря в гръб, след мача му с Дрю Макинтайър и му прави музика под брадичката. В предишнато издание на Първична сила, пубеждава световния шампион в тежка категория Крис Джерико чрез отброяване, като го принуждава да напусне ринга и за пореден път да отнесе копие от Острието. На Кечмания XXVI иска реванш на мача си от Кечмания XXV, като залага кариерата си срещу серията от победи на Гробаря, но губи. Така славната му 25-годишна кариера приключва завинаги, от федерацията го молят да стане главен мениджър на Първична сила, но той отказва.
На 2 април 2011 година, Майкълс заема заслуженото си място в „Залата на славата“.
На Кечмания 28 Шон е специален гост съдия в мача между Гробаря и Трите Хикса. По време на мача Шон направи музика под брадичката на Гробаря а Играта му направи педигри. Но Гробаря се повдига. Малко по-късно Гробаря прави на Трите Хикса надгробен камък и печели. Гробаря помага на Шон да вдигне Трите Хикса а после трите легенди напускат ринга прегърнати а серията продължава 20 – 0

## Хватки
- Хватки от арсенала му
  - Музика под брадичката (Sweet chin music))„Музика под брадичката“ на Крис Джерико
  - Суплекс сълза (Teardrop Suplex)
  - Забиващ Пирон (Piledriver)
  - Падащ Лист (Dropkick)
  - Фигурата захвата на краката 4 мадифициран (Figure four leg lock 2008)
  - Пържола (Big chop)
  - Фигурата захват на крака 4 (Figure four leg lock)
  - Кръстосаните ръце (Crossface)
  - Де Де Те (DDT)
  - Планча (Plancha)
  - Падащ лакът в сърцето (Elbow drop)
  - Захапката на акулата (Sharpshooter)
  - Усукания глезен

- Мениджъри
  - Шери Мартъл
  - Кевин Неш
  - Сид Джъстис
  - Чайна
  - Рик Руд
  - Трите Хикса

- Прякори
  - The Heartbreak Kid (HBK) (Сърцеразбивача)
  - The Showstopper (Убиеца на шоута)
  - The Main Event (Главното събитие)
  - The Icon (Иконата)
  - The Leader of the new Generation (Лидерът на новото поколение)
  - Mr. WrestleMania (г-н Кеч Мания)

## Титли и постижения
- Световен шампион в тежка категория (1 път)
- Отборен шампион на Първична сила (1 път) – с Трита Хикса
- Европейски шампион (1 път)
- Интерконтинентален шампион (3 пъти)
- Световен Отборен шампион (5 пъти) – с Дизел (2), Ледениа Стив Остин (1), Джон Сина (1) и Трите Хикса (1)
- Шампион на WWE (3 пъти)
- Кралско меле (1995, 1996)
- Залата на славата на WWE (избран за 2011)